# Суба (Богота)
Суба — 11-й район Боготы, столицы Колумбии.

## Этимология
Суба происходит либо от муйскубунского сокращения Suba, означающего «Цветок солнца» (uba = «плод» или «цветок», sua = «Солнце», вместо последней гласной, что делает его притяжательным), либо от слов sua (Солнце) и sie (вода).

## География

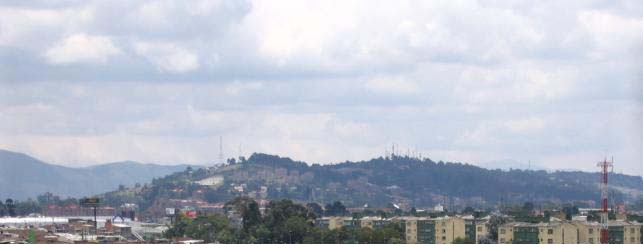
Вид на холмы Суба

В Субе есть определённые зеленые зоны, в основном сосредоточенные на западе населенного пункта, а также на равнинах, где развилась урбанизация. Суба превратилась в жилой район с небольшими промышленными и коммерческими зонами, расположенными на юге населенного пункта. Холмы Суба разделяют местность на две части; восточная сторона более интегрирована с городским районом Богота.
Местность граничит с рекой Богота на северо-западе и граничит на улице 240 с муниципалитетом Чиа. На юге река Хуан Амарилло и улица 100 образуют границу с населенными пунктами Энгатива и Барриос Унидос. Восточной границей является Северная граница с населенным пунктом Усакуэн, а на западе река Богота образует границу с муниципалитетом Кота.
Помимо рек местность Суба покрыта другими ручьями и водно-болотными угодьями, такими как водно-болотные угодья Торка и Гуаймарал, Ла-Конехера, Кордова и водно-болотные угодья Тибабуйес.